# Alkor
Alkor (80 Ursae Majoris, 80 UMa) – gwiazda w konstelacji Wielkiej Niedźwiedzicy. Jest oddalona o około 81 lat świetlnych od Słońca.

## Nazwa
Tradycyjna nazwa gwiazdy, Alkor, pochodzi od zniekształconego arabskiego słowa ‏الجون‎ al ǧaūn, oznaczającego „czarny koń” lub „byk”. To samo pochodzenie ma nazwa gwiazdy Alioth. Międzynarodowa Unia Astronomiczna w 2016 formalnie zatwierdziła użycie nazwy Alkor dla określenia tej gwiazdy (ściśle – jej jaśniejszego składnika 80 UMa A).

## Charakterystyka obserwacyjna

Wielki Wóz

Jest to gwiazda słabo widoczna gołym okiem w sąsiedztwie dużo jaśniejszego Mizara w załamaniu „dyszla” Wielkiego Wozu. Gwiazdy te dzieli na niebie 11,8 minuty kątowej. Dla Arabów para ta była „jeźdźcem i koniem”, a rozróżnienie gwiazd stanowiło test dobrego wzroku.

## Charakterystyka fizyczna

### Składniki
Alkor to biała gwiazda ciągu głównego należąca do typu widmowego A5 o temperaturze około 8000 K i jasności 12 razy większej niż jasność Słońca. Gwiazda ta ma masę 1,8 razy większą niż Słońce i szybko obraca się wokół osi (ponad 100 razy szybciej niż Słońce), przez co w jej atmosferze zachodzi mieszanie materii i nie jest ona osobliwa chemicznie. Alkor wykazuje niewielkie pulsacje. Towarzyszy jej czerwony karzeł, reprezentant typu M3–M4 o masie 0,25 razy mniejszej od Słońca.

### Układ
Alkor i Mizar, będący gwiazdą poczwórną, razem tworzą układ sześciokrotny. To, czy Alkor i Mizar są związane grawitacyjnie, długo stanowiło przedmiot kontrowersji; wykazują one taki sam ruch własny, ale pomiary paralaksy z sondy Hipparcos nie pozwalały wykluczyć możliwości, że są one położone w różnych odległościach od Słońca i wspólny ruch wynika tylko z przynależności do luźnej Gromady Wielkiej Niedźwiedzicy. Według najnowszych pomiarów sondy Gaia gwiazdy te mają jednakową paralaksę, z dokładnością do niepewności. Tak duża odległość sprawia, że jeden obieg Alkora wokół centralnej czwórki gwiazd trwa co najmniej 750 tysięcy lat.
Układ ten ma także wiele optycznych towarzyszek. Jedna z nich, gwiazda o wielkości 7,6m, która oglądana przez teleskop zdaje się leżeć bliżej Mizara niż Alkor, zyskała nazwę Sidus Ludoviciana lub Stella Ludoviciana („Gwiazda Ludwika”); ma ona jednak inny ruch własny i znajduje się w znacznie większej odległości od Słońca.